# Breitkopf & Härtel
Breitkopf & Härtel (dawniej Breitkopf i Hærtel) – najstarsze na świecie, niemieckie wydawnictwo muzyczne. Zostało założone w 1719 w Lipsku przez Bernharda Christopha Breitkopfa (1695-1777).  Drugi człon nazwy - "Härtel" - został dodany w 1795, po przejęciu wydawnictwa przez Gottfrieda Christopha Härtela. W 1807 G.Ch. Härtel rozpoczął produkcję fortepianów. Wysiłki związane z rozwojem tej formy działalności przedsiębiorstwa trwały do 1870. Fortepiany Breitkopf były wysoko cenione w XIX w. przez takich pianistów jak Ferenc Liszt czy Klara Schumann.
Przedsiębiorstwo na przestrzeni lat konsekwentnie wspierało kompozytorów oraz prowadziło ścisłą współpracę w zakresie publikacji dzieł muzycznych takich twórców jak: Ludwig van Beethoven, Joseph Haydn, Felix Mendelssohn, Robert Schumann, Fryderyk Chopin, Ferenc Liszt, Richard Wagner, Johannes Brahms.
Katalog wydawniczy Breitkopf & Härtel obejmuje aktualnie ponad 1000 kompozytorów, 8000 utworów i 15000 różnego rodzaju publikacji muzycznych, w tym książek poświęconych muzyce.